# Регулирующий клапан

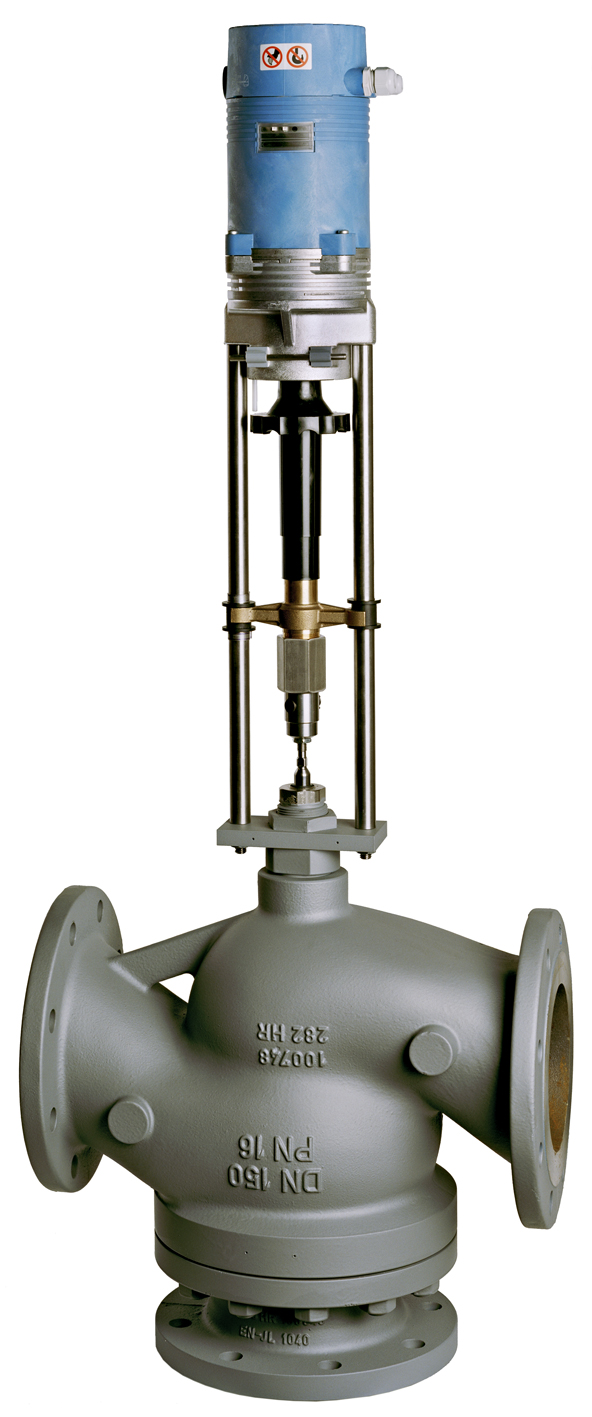
Современный регулирующий клапан с электрическим приводом.

Регулирующий клапан — один из конструктивных видов регулирующей трубопроводной арматуры. Это наиболее часто применяющийся тип регулирующей арматуры как для непрерывного (аналогового), так и для дискретного регулирования расхода и давления. Выполнение этой задачи регулирующие клапаны осуществляют за счёт изменения расхода среды через своё проходное сечение. Материал изготовления регулирующих клапанов зависит напрямую от типа рабочей среды, с которой клапан будет иметь контакт.
В зависимости от назначения и условий эксплуатации применяются различные виды управления регулирующей арматурой, чаще всего при этом используются специальные приводы и управление с помощью промышленных микроконтроллеров по команде от датчиков, фиксирующих параметры среды в трубопроводе. Используются электрические, пневматические, гидравлические и электромагнитные приводы для регулирующих клапанов. В современной промышленности уже редко, но все же встречается, основной способ управления регуляторами в прошлом — ручное управление.

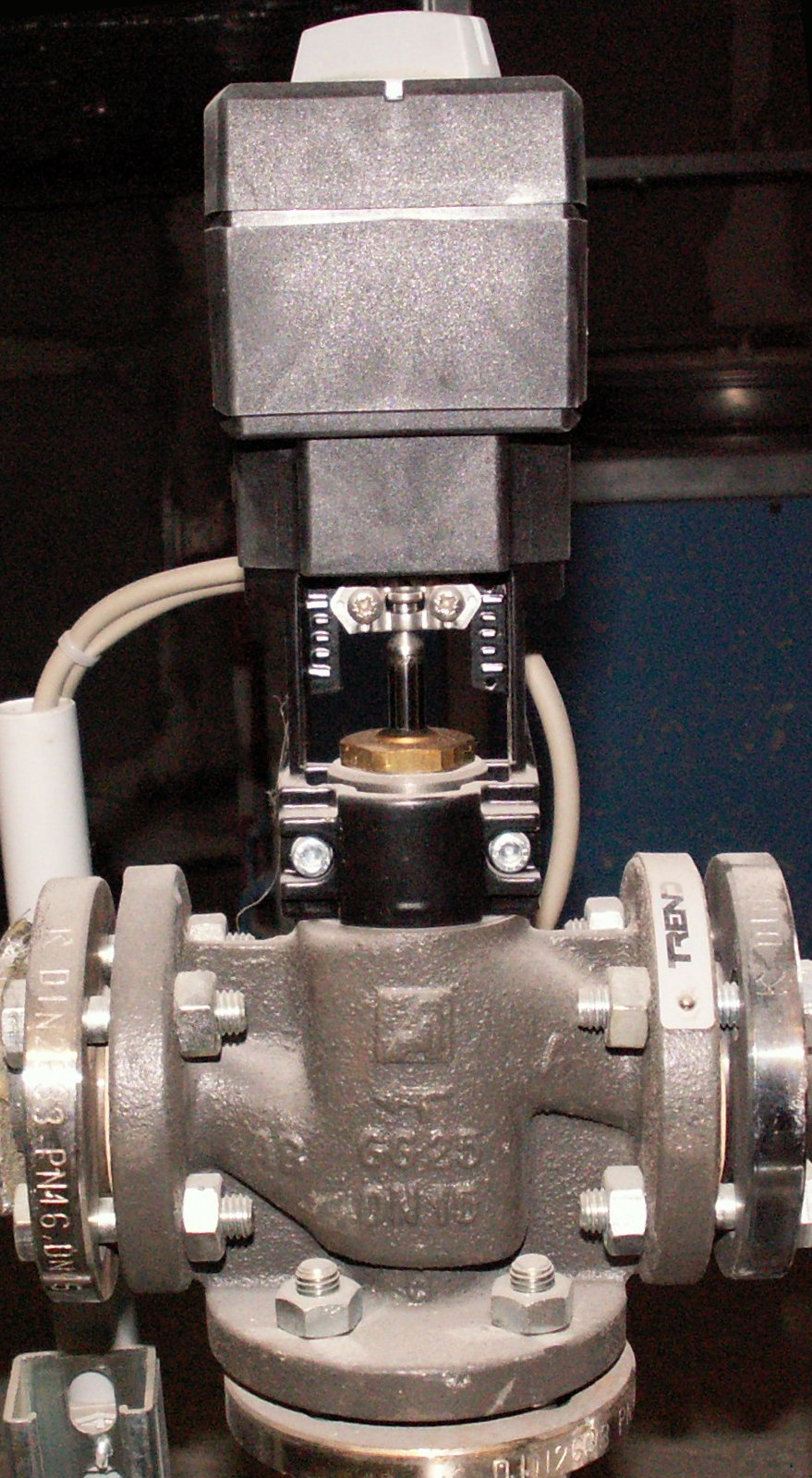
Проходной запорно-регулирующий клапан с электрическим приводом.

Также применяются запорно-регулирующие клапаны, с помощью этих устройств осуществляется как регулирование по заданной характеристике, так и уплотнение затвора по нормам герметичности для запорной арматуры, что обеспечивается специальной конструкцией плунжера, имеющего профильную часть для регулирования, а также уплотнительную поверхность для плотного контакта с седлом в положении «закрыто».
Для присоединения регулирующих клапанов к трубопроводам применяются все известные способы (фланцевый, муфтовый, штуцерный, цапковый, приваркой), но приварка к трубопроводу используется только для клапанов, изготовленных из сталей.
Большинство из регулирующих клапанов весьма схожи по конструкции с запорными клапанами, но есть и свои специфические виды.
По направлению потока рабочей среды регулирующие клапаны делятся на:
- проходные — такие клапаны устанавливаются на прямых участках трубопровода, в них направление потока рабочей среды не изменяется;
- угловые — меняют направление потока на 90°;
- трехходовые (смесительные) — имеют три патрубка для присоединения к трубопроводу (два входных и один выходной) для смешивания двух потоков сред с различными параметрами в один. В сантехнике такое устройство имеет название смеситель.

Основные различия регулирующих клапанов заключаются в конструкциях регулирующих органов.

## Устройство и принцип действия
На поясняющем рисунке справа изображен простейший проходной односедёльный регулирующий клапан в разрезе. Где:
- B — корпус арматуры;
- F — фланец для присоединения арматуры к трубопроводу.
- P — узел уплотнения, обеспечивающий герметичность арматуры по отношению к внешней среде;
- S — шток арматуры, передающий поступательное усилие от механизированного или ручного привода затвору, состоящему из плунжера и седла;
- T — плунжер, своим профилем определяет характеристику регулирования арматуры;
- V — седло арматуры, элемент, обеспечивающий посадку плунжера в крайнем закрытом положении.

Усилие от привода с помощью штока передается на затвор, состоящий из плунжера и седла. Плунжер перекрывает часть проходного сечения, что приводит к уменьшению расхода через клапан. Согласно закону Бернулли при этом увеличивается скорость потока среды, а статическое давление в трубе падает. При полном закрытии плунжер садится в седло, поток перекрывается, и, если затвор будет полностью герметичен, давление после клапана будет равно нулю.

## Конструкции регулирующих органов

### Односедёльные и двухседёльные
В седёльных клапанах подвижным элементом служит плунжер, который может быть игольчатым, стержневым или тарельчатым. Плунжер перемещается перпендикулярно оси потока среды через седло (или сёдла), изменяя проходное сечение. Наиболее часто встречаемые — двухседёльные клапаны, так как их затвор хорошо уравновешен, что позволяет их применять для непрерывного регулирования давления до 6,3 МПа в трубопроводах диаметром до 300 мм, при этом используя исполнительные механизмы меньшей мощности, чем односедёльные. Односедёльные клапаны применяются чаще всего для небольших диаметров прохода из-за своего неуравновешенного плунжера. Также преимущество двухседёльных клапанов состоит в том, что такой конструкцией гораздо легче обеспечить требуемую для запорно-регулирующей арматуры герметичность с помощью плунжера, имеющего специальный регулирующий профиль для контакта с одним седлом, а для посадки в другое седло — уплотнительную поверхность для более плотного контакта.

### Клеточные
Затвор клеточных клапанов выполняется в виде полого цилиндра, который перемещается внутри клетки, являющейся направляющим устройством и, одновременно, седлом в корпусе. В клетке имеются радиальные отверстия (перфорация), позволяющие регулировать расход среды. Ранее такие клапаны назывались поршневыми перфорированными. Клеточные клапаны за счёт своей конструкции позволяют снизить шум, вибрацию и кавитацию при работе арматуры.

### Мембранные
В клапанах этого типа используются встроенные или вынесенные мембранные пневмо- или гидроприводы. В случае встроенного привода расход рабочей среды напрямую изменяется за счёт перекрытия прохода в седле гибкой мембраной из резины, фторопласта или полиэтилена, на которую воздействует давление управляющей среды. Если привод вынесен, то перестановочное усилие передаётся через мембрану на опору штока клапана, а через него на регулирующий орган; когда давление управляющей среды сбрасывается, пружина возвращает мембрану в начальное положение. Чтобы усилия от среды и сила трения в направляющих и уплотнении не приводили к снижению точности работы клапана, в такой арматуре часто используются дополнительные устройства — позиционеры, контролирующие положение штока. Мембранные клапаны могут быть как одно-, так и двухседёльные. Основным достоинством таких клапанов является высокая герметичность подвижного соединения и коррозионная стойкость материалов, из которых изготавливаются мембраны, что позволяет обеспечить хорошую защиту внутренних поверхностей арматуры от воздействия рабочих сред, которые могут быть агрессивными.

### Золотниковые
В этих устройствах регулирование расхода среды происходит при повороте золотника на необходимый угол, в отличие от других клапанов с поступательным движением штока или мембраны. Такие клапаны применяются, как правило, в энергетике и имеют альтернативное название «регулирующий кран», так как по принципу действия принадлежат к кранам.